# Wielbłądy w Australii

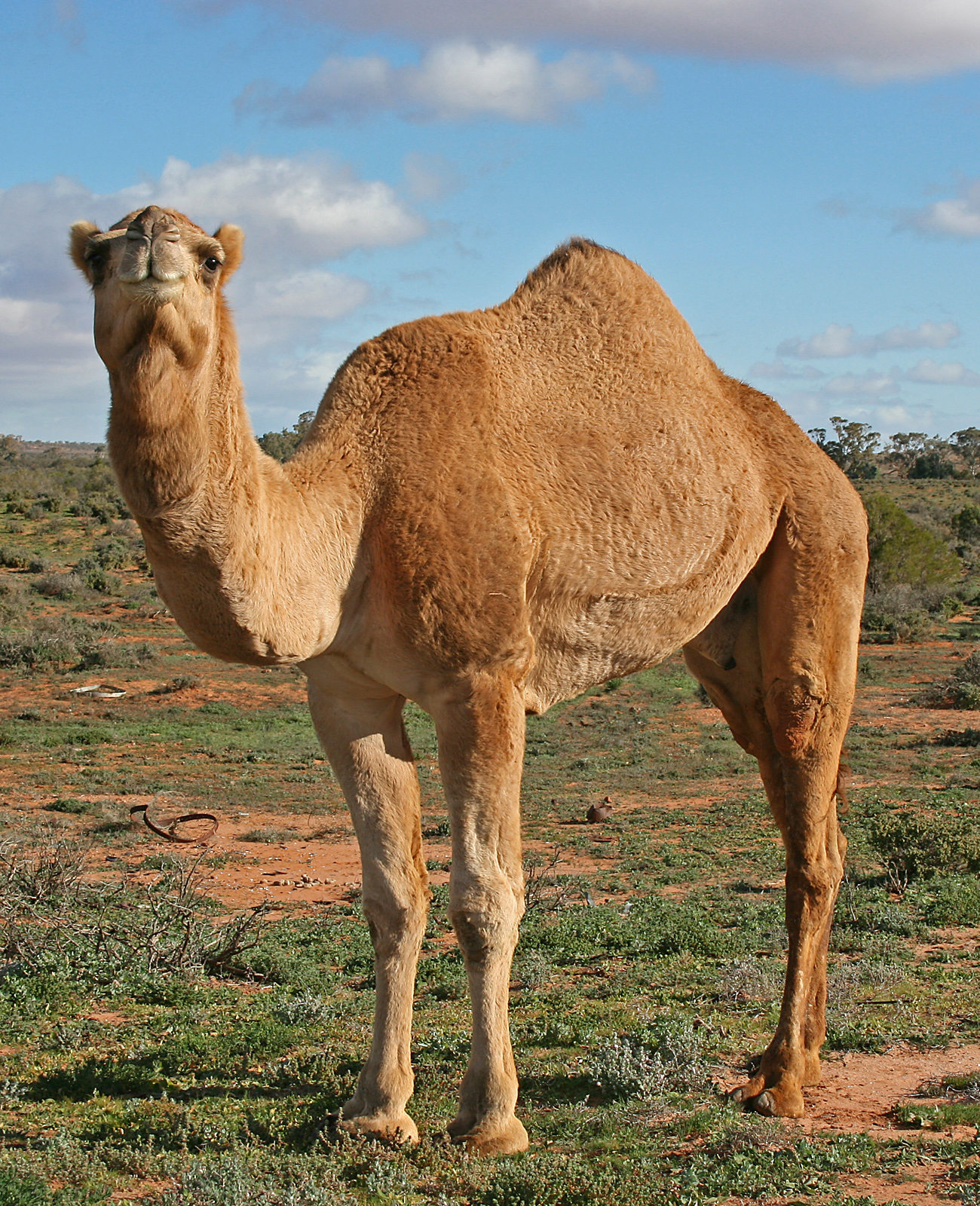
Dromader z Nowej Południowej Walii

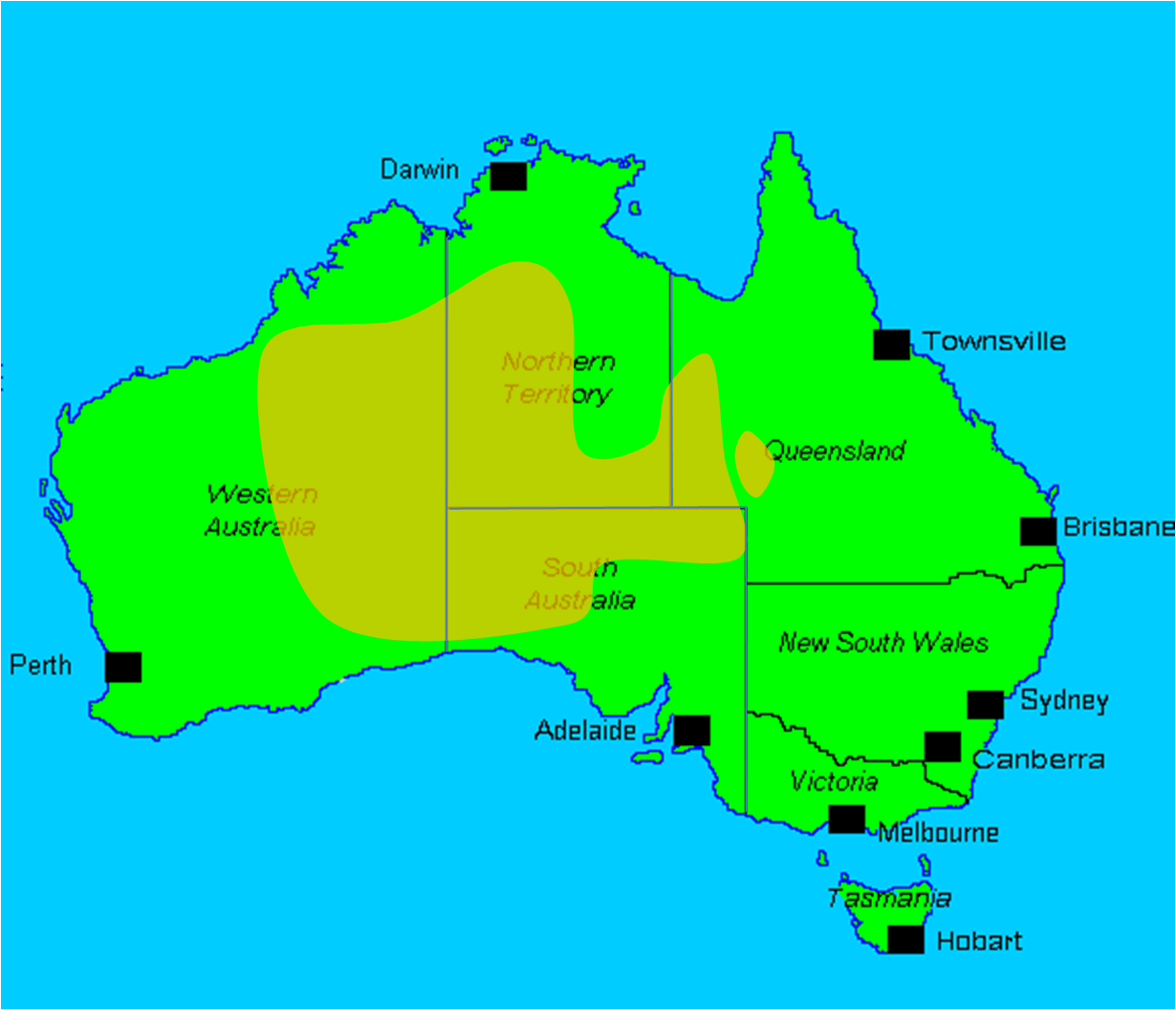
Rozmieszczenie dzikiej populacji wielbłądów w Australii

Wielbłądy w Australii – populacja zdziczałych wielbłądów w Australii powstała w efekcie importu tych zwierząt z Arabii, Indii i Afganistanu w XIX wieku. Wielbłądy wykorzystywano do transportu i ciężkiej pracy na obszarze australijskiego Outbacku, a następnie wypuszczano je na wolność, gdy nie były już potrzebne, co doprowadziło do rozwoju zdziczałej populacji składającej się prawie wyłącznie z wielbłądów jednogarbnych, choć są w niej też wielbłądy dwugarbne.
Populacja australijska żyjąca na obszarze 3,3 mln km² stanowi największe skupisko wielbłądów na świecie, szacowane w pierwszej dekadzie XXI wieku na około milion osobników. W związku z odstrzałami, populacja zmniejszyła się do około 750 tysięcy sztuk w 2013 roku.
Dziko żyjąca populacja wielbłądów, przy braku naturalnych drapieżców, bardzo dobrze zaadaptowała się na pustynnych i półpustynnych obszarach stanów Australia Zachodnia, Australia Południowa, Queensland i Terytorium Północnego szybko zwiększając liczebność. Tak duża liczba dużych zwierząt stadnych powoduje szkody w ekosystemie, ze względu na znaczne zużywanie bardzo ograniczonych zasobów wody pitnej, niszczenie szaty roślinnej. Oba czynniki negatywnie wpływają na autochtoniczną faunę i roślinność, ponadto uderzają w gospodarkę Aborygenów oraz farmerów.
W 2010 australijski rząd zatwierdził plan kontrolny pod nazwą Australian Feral Camel Management Project, którego celem jest redukcja populacji wielbłądów poprzez ich ubój lub sprzedaż głównie na Bliski Wschód.